# Tomate (álbum)
Tomate é o terceiro álbum de estúdio da banda brasileira de pop rock Kid Abelha e Os Abóboras Selvagens,  posteriormente conhecidos apenas como Kid Abelha, lançado originalmente em 1987 pela Warner Music. Foi o primeiro trabalho sem Leoni, principal compositor do grupo, sendo que as letras passaram a serem criadas por Paula Toller e George Israel. O álbum vendeu cerca de 100 mil cópias, sendo disco de ouro pela ABPD, extraindo canções de sucesso como "Amanhã É 23" e "No Meio da Rua".

## Informações
Gravado a partir de 27 de setembro de 1986, o álbum teve a produção pela terceira vez de Liminha, além de Paulo Junqueiro, conhecido por trabalhar com as maiores bandas de rock da época como Titãs, Barão Vermelho, Ultraje a Rigor e Plebe Rude. A sonoridade rock e pop rock do grupo foi expandida, trazendo arranjos de funk rock estadunidense e tons dançantes feitos por Nilo Romero, além de um saxofone mais marcado de George Israel. A temática do álbum amadureceu, tendo como foco principal o amor, variando por um drama familiar em "Amanhã É 23", que por uma das primeiras vezes foge da primeira pessoa, e "No Meio da Rua", que joga entre fantasia e realidade. O título do disco e da canção com mesmo nome são inspirados em um poema de Murilo Mendes, "Tomate (Da Crítica de Arte)", que fala sobre um crítico que analisa tanto um tomate que acaba vendo-o apodrecer. 

"O Kid Abelha funcionava com o Leoni compondo sozinho no violão e a gente fazendo o arranjo depois. Ele saiu e nós nos unimos para realizar um trabalho novo. Valeu pelo grupo continuar existindo".

— Paula Toller sobre os novos rumos do grupo.
O álbum é o primeiro trabalho sem Leoni, o principal compositor da banda. A saída do baixista deu-se após diversas brigas geradas quando Leo Jaime convidou todos os integrantes do Kid Abelha para um show, menos Leoni. Foi o último álbum com o baterista Claudinho Infante, que deixou o grupo após desentendimentos, sendo também o último trabalho com o sufixo "e Os Abóboras Selvagens". Com a nova fase do grupo outra mudança deu-se ao figurino de Paula Toller, que deixou de usar roupas estilizadas masculinas para começar a se vestir sensualmente, passando a ser conhecida como sex symbol no Brasil.

## Recepção da crítica
Escrevendo para a Folha de S.Paulo, Thales de Menezes fez duras críticas ao álbum ao declarar que a banda "tentou uma maior sofisticação sonora. Ficou na tentativa". Sobre as composições, o jornalista diz que as letras não convencem e sentem a falta de Leoni, classificando o disco como fraco. Em positivo, destaca as faixas "No Meio da Rua" e "Amanhã É 23" como as únicas boas do trabalho. Sobre os integrantes ainda diz:
| “ | Não há nada que destaque a participação do guitarrista Bruno Fortunato; e o baterista Cláudio Infante já mostrou melhor serviço acompanhando Lulu Santos. Quanto a Paula Toller, não há muito o que dizer. Ela tem voz pequena e desafina, é verdade, mas a garota parece ter fãs e depreciadores na mesma proporção. | ” |

## Presença em "O Outro Nacional" (1987)
Do álbum "Tomate", a canção "Amanhã é 23" foi incluída na trilha sonora nacional da novela da TV Globo, "O Outro", exibida no ano de 1987. Na trama de Aguinaldo Silva, a canção foi tema da personagem de Malu Mader, "Glorinha da Abolição".

## Lista de faixas
| N.º | Título           | Compositor(es)                           | Duração |  |
| 1.  | "Me Deixa Falar" | Paula Toller, George Israel              | 4:50    |  |
| 2.  | "Eu Preciso"     | Paula Toller, George Israel              | 3:59    |  |
| 3.  | "No Meio da Rua" | Paula Toller, George Israel              | 3:47    |  |
| 4.  | "Dança"          | Paula Toller, George Israel              | 5:21    |  |
| 5.  | "Tomate"         | Paula Toller, George Israel              | 4:25    |  |
| 6.  | "Leão"           | Bruno Fortunato, Paula Toller            | 4:02    |  |
| 7.  | "Mais Louco"     | Paula Toller, George Israel, Nilo Romero | 4:27    |  |
| 8.  | "Amanhã É 23"    | Paula Toller, George Israel              | 5:10    |  |

## Músicos participantes

### Kid Abelha
- Paula Toller - voz
- George Israel - sax-tenor, teclados e vocais
- Bruno Fortunato - guitarra, violão e teclados
- Claudinho Infante - bateria

### Músicos convidados
- Nilo Romero - baixo
- Liminha - violão e guitarra em "No Meio da Rua"

## Vendas e certificações
| País / Certificadora | Certificação | Vendas  |
| -------------------- | ------------ | ------- |
| Brasil (ABPD)        | Ouro         | 100.000 |